# Gruzak brzozowy
Gruzak brzozowy (Diatrype stigma Hoffm. Fr). – gatunek grzybów z rodziny Diatrypaceae.

## Systematyka i nazewnictwo
Pozycja w klasyfikacji według Index Fungorum: Diatrype, Diatrypaceae, Xylariales, Xylariomycetidae, Sordariomycetes, Pezizomycotina, Ascomycota, Fungi.
Po raz pierwszy takson ten zdiagnozował w 1787 roku Georg Franz Hoffmann nadając mu nazwę Sphaeria stigma. Obecną, uznaną przez Index Fungorum nazwę nadał mu w 1849 roku Elias Magnus Fries.
Ma 20 synonimów. Niektóre z nich:

- Diatrype stigma var. japonica Sacc., 1917
- Diatrype stigma var. rugosa J. Kickx f. 1867
- Diatrype stigma var. undulata (Pers.) Fuckel 1870
- Diatrype undulata (Pers.) Fr. 184
- Libertella betulina var. amelanchieris Kauffman 1929

Polska nazwa na podstawie rekomendacji Komisji ds. Polskiego Nazewnictwa Grzybów przy Polskim Towarzystwie Mykologicznym.

## Morfologia
Na martwym drewnie tworzy ściśle przylegającą, rozpostartą, cienką skorupę. Jest ona bardzo cienka (grubość 0,2–0,7 mm), ale osiąga szerokość do kilkudziesięciu cm. Ma barwę od ciemnobrązowej do czarnej, jest błyszcząca, gładka lub drobno chropowata, a czasami (zwłaszcza w starszych okazach) drobno spękana. Gałęzie drewna ze skorupami Diatrype stigma wyglądają jak opalone przez ogień. Cienkie skorupy tego grzyba to pseudopodkładki, złożone ze strzępek grzyba i tkanek drzewa. Owocniki w postaci perytecjów w jednej warstwie. Mają wzniesione ponad powierzchnię podkładki szyjki tworzące na jej powierzchni niewielkie guzki dostrzegalne przez lupę. Ostiole nieco poniżej powierzchni guzków. Są tarczowate, płaskie z 4–6 bruzdkami. Wewnętrzna część podkładek (endostroma) jest kremowobiała. Worki o wymiarach 32–50 × 4–6 µm, askospory kiełbaskowate, 8–11 × 1,6–2,7 µm.
Jako gruzak brzozowy błędnie identyfikowany bywa podobny do niego gatunek Diatrype decorticata. Podobną czarną skorupę tworzy na drewnie także Graphostroma platystomum.

## Występowanie
Hoffman, autor diagnozy taksonomicznej Diatrype stigma nie podał, na jakich on występuje drzewach. W Polsce znajdywany był na brzozach, grabach, leszczynie, jarząbie, dębie szypułkowym, ale na niektórych z podanych stanowisk prawdopodobnie błędnie oznaczono gatunek grzyba (mógł to być Diatrype decorticata). W Czechach podano występowanie Diatrype stigma na takich żywicielach, jak: Quercus robur, Quercus rubra, Quercus sp., Acer pseudoplatanus, Acer sp., Salix fragilis, Prunus spinosa, Sorbus torminalis, Sorbus aucuparia, Crataegus oxyacantha, Crataegus sp., Cornus sanguinea, Juglans regia i Fagus sylvatica.

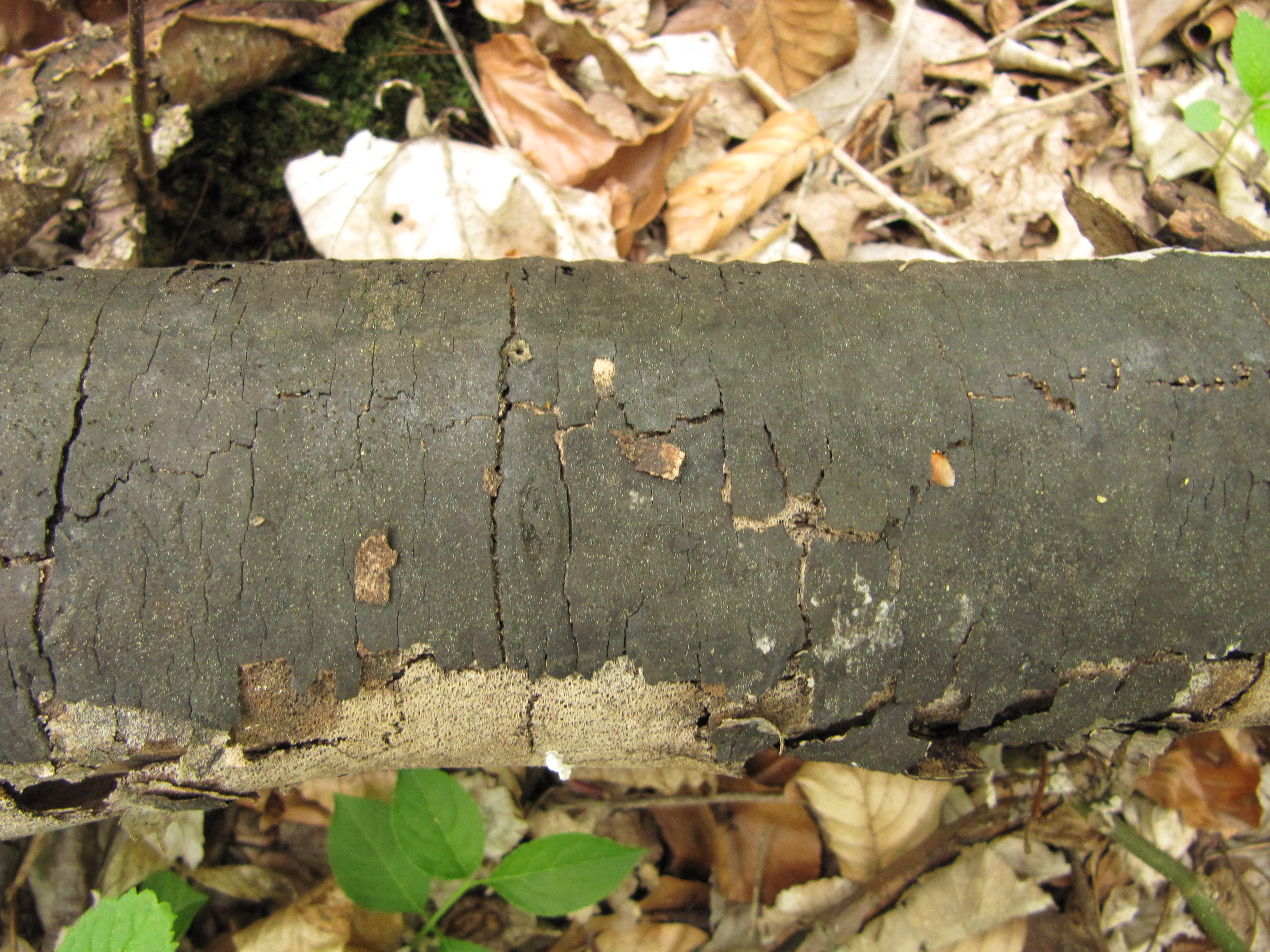
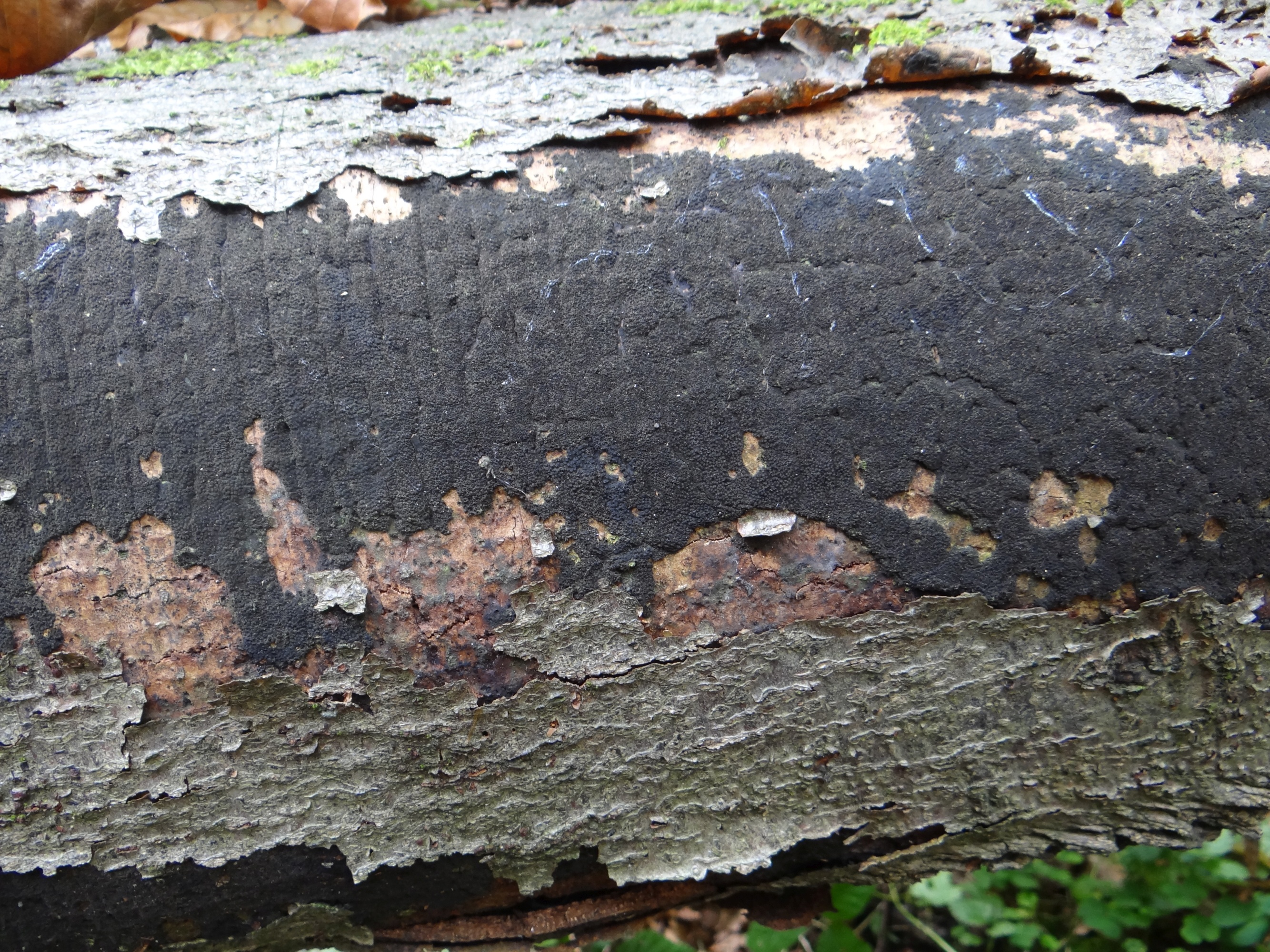
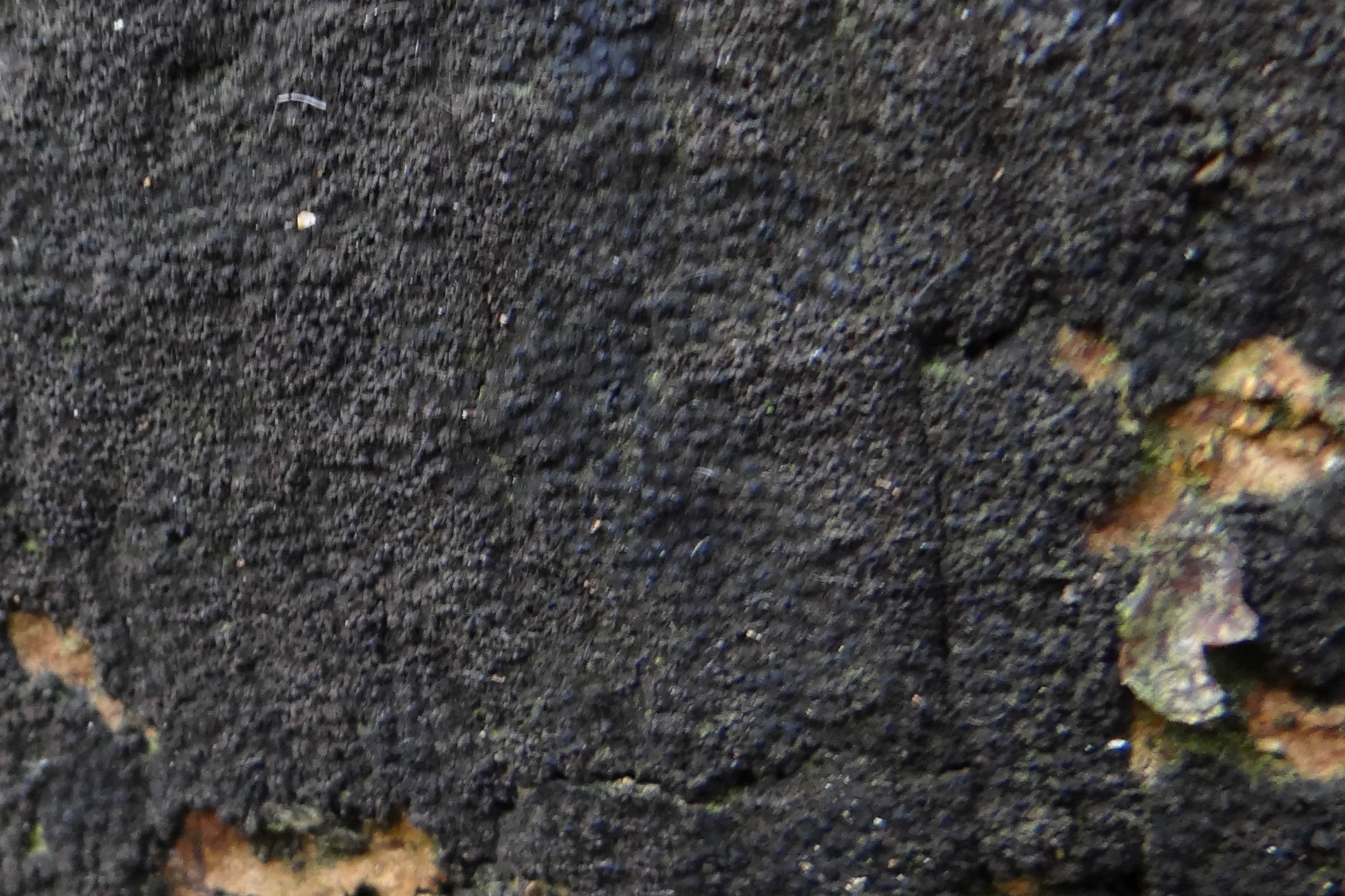